# Mari Carmen Ecoro
Mari Carmen Ecoro – polityczka z Gwinei Równikowej, członkini Partii Demokratycznej Gwinei Równikowej.

## Wykształcenie i kariera
W wieku 34 lat, mieszkając w Queens, zdecydowała się ukończyć szkołę średnią. Skorzystała z oferty WNET, lokalnej nowojorskiej stacji telewizji publicznej. W 2006 Ecoro została mianowana doradczynią prezydenta ds. edukacji w Gwinei Równikowej. W 2011 została magistrem nauk w zakresie negocjacji i rozwiązywania konfliktów na Uniwersytecie Columbia. Następnie studiowała zdrowie psychiczne w LaGuardia Community College oraz psychologię w Queens College.
W latach 2012–2013 była Ministrem Edukacji i Nauki Gwinei Równikowej. Zaintesowanie sprawami edukacji przejawiała także po zakończeniu kadencji.
Podczas kadencji Minister Spraw Społecznych i Równości Płci podejmowała działania mające na celu promowanie równości płci i ograniczenie skali przemocy ze względu na płeć. Chodziło m.in. o zwiększanie świadomości wśród ludności i przygotowanie mechanizmów prawnych w celu ochrony szczególnie kobiet przed przemocą. W 2014, wraz z burmistrz Malabo, Marią Colomą Edjang Bengono, jedną z dwóch czołowych polityczek w Gwinei Równikowej, udzieliła wywiadu, w którym, odnosząc się do krytyki ONZ, że w większości krajów kobiety nie zajmują stanowisk kierowniczych, stwierdziła, że w Gwinei Równikowej kobiety są obecne na wszystkich wyższych szczeblach rządowych. Pochwaliła osobiste zaangażowanie prezydenta Teodoro Obianga Nguemy Mbasogo na rzecz równości płci w Gwinei Równikowej i wskazała je jako wzór dla innych.
W 2015 była Ministrem Spraw Społecznych i Rozwoju Kobiet. W latach 2018–2019 była członkinią personelu dyplomatycznego Stałej Misji Gwinei Równikowej przy ONZ, zajmującej się sprawami Rady Bezpieczeństwa.

## Życie prywatne
Wyszła za mąż jako nastolatka. Pierwsze dziecko urodziła 2 tygodnie przed 16 urodzinami. Jej mężem był księgowy ONZ. W 1984 wyjechali do USA. Tu urodziła drugie dziecko. Po rozwodzie została w USA i ponownie wyszła za mąż.